# Stanisław Szozda

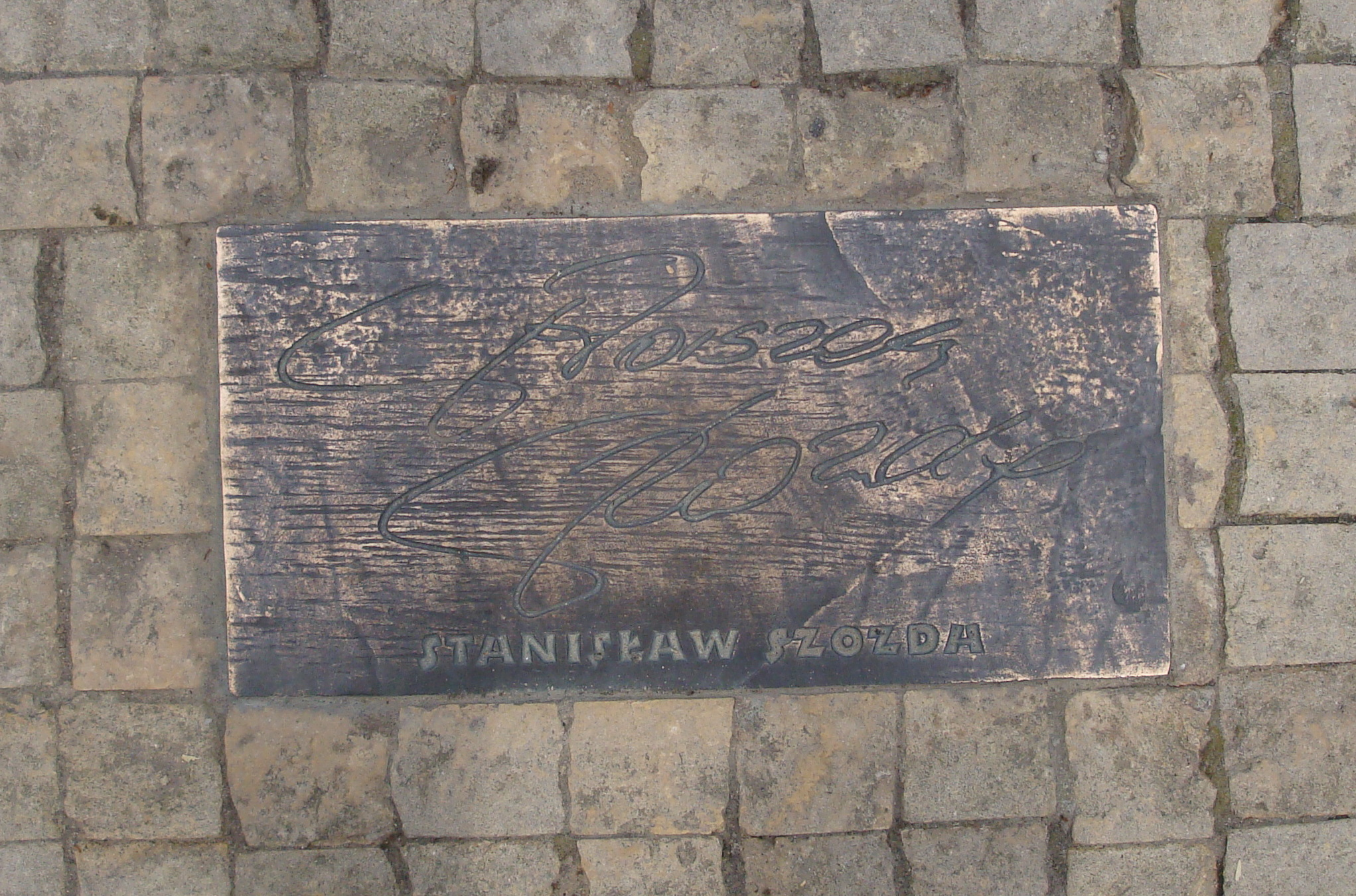
Placa em homenagem a Stanisław Szozda

Stanisław Szozda (25 de setembro de 1950 – 23 de setembro de 2013) foi um ciclista profissional polonês. Venceu a edição de 1971 da Volta à Polônia. Competiu na prova de 100 km contrarrelógio por equipes nos Jogos Olímpicos de Verão de 1972 e 1976, conquistando medalhas de prata em ambos.